# ビューマリス城
ビューマリス城（ビューマリスじょう、英語: Beaumaris Castle [bjuːˈmærɪs]、ウェールズ語: Castell Biwmares ウェールズ語発音: [kastɛɬ bɪuˈmɑːrɛs]〈カステス・ビウマレス〉）は、ウェールズ北西部のアングルシー島に位置する港湾都市ビューマリスにある中世の城である。ボーマリス城とも表記される。1986年、カーナーヴォン城、コンウィ城、ハーレフ城とともにグウィネズのエドワード1世の城郭と市壁として世界遺産に登録された。

## 概要
アングルシー島にあるビューマリス城は、イングランド王エドワード1世の北ウェールズの征服 (conquest) における1282年以降の軍事行動の一環として構築された。1283年、エドワード1世はウェールズの拠点としてグウィネズ地方に築城を開始した。当初はビューマリス城を築く計画もあったと考えられるが、資金不足のため延期され、この造営はマドッグ・アプ・サウェリンの反乱後、1295年に開始された。マスター・ジェイムズの指揮のもと、最初の年度はかなり多くの労働者が雇われていたが、ほどなくエドワードのスコットランドへの侵攻に事業の資金が回されたことで、作業は中断し、1306年のスコットランドの襲来が危惧された後に再開された。作業は最終的に1330年頃に終了し、総計1万5000ポンドという巨額な資金がそれまでに費やされていたが、築城自体は未完成のままであった。
ビューマリス城は、1403年のオワイン・グリンドゥールの反乱の際にウェールズ軍に占領されたが、1405年にはイングランド国王軍が奪還した。1642年にイングランド内戦が勃発すると、城はチャールズ1世の支持派により掌握され、議会派軍に降伏する1646年まで保持された。1648年には地元の王党派の反乱が一部あったが、すぐに落城し、議会派が駐屯した後、1660年頃に廃城となり、最後には、19世紀初頭に大邸宅とその公園の一角を形成した。城跡は現在、カドゥ (Cadw) により管理され、観光の名所になっている。
八角形（およそ六角形）と四角形の均整のとれた美しい二重環状城壁は、後世ヨーロッパの築城でしばしば模倣された。歴史家のアーノルド・テイラーは、ビューマリス城をイギリスの「対称的な同心円型の最高の例」と評している。要塞は地元の石材で築かれており、堀のある外郭は12基の塔と2か所のゲートハウス（門塔）により守られ、内郭には2か所に大きな、D字の形を持つゲートハウスならびに6基の巨大な塔がある。また内郭もは、2か所に有力な王室を収容できる一連の用向きに使う建物や宿泊施設などが設計されていた。南の門は船で到達することができ、海から城に直接補給することを可能にしている。ユネスコは、ビューマリス城を「ヨーロッパにおける13世紀後半から14世紀初頭の軍事建築の最高の例」の1つと見なし、世界遺産に位置づけている。

## 歴史

### 13–14世紀
イングランド王とウェールズ（グウィネズ王国）の首長は、1070年代より北ウェールズの覇権を争っていたが、13世紀に紛争が再発するようなると、エドワード1世の治世のうちに、1277年に続き、1282年に2度目のウェールズへの侵入を引き起こした。エドワードは大軍とともに侵攻し、カーマーゼンから北方に、またモンゴメリーやチェスターから西に向けて攻略した。エドワードは北ウェールズの恒久的な直轄領化を決定し、その統治の条項が1284年3月19日に公布されたリズラン法令に定められた。ウェールズはカウンティとシャイア (counties and shires) に分割され、イングランドの統治に倣って、北西ウェールズに3つの新しいシャイアとして、カーナーヴォン、メリオネス、アングルシーが創設された。防御の城を持つ新しい町が、始めに2つのシャイアの行政的中心地としてカーナーヴォンとハーレフに置かれ、また別の城と防壁の町が近隣のコンウィに建造され、おそらくアングルシーのスランフェスの町の付近にも同様の城と居住地を置く計画が立てられていた。スランフェスはウェールズで最も豊かな自治市とされ、人口においても最大で、重要な貿易港として北ウェールズからアイルランドに向かう要路上にあった。しかし、ほかの城を築くための莫大な出費により、スランフェスの事業は延期されていた。

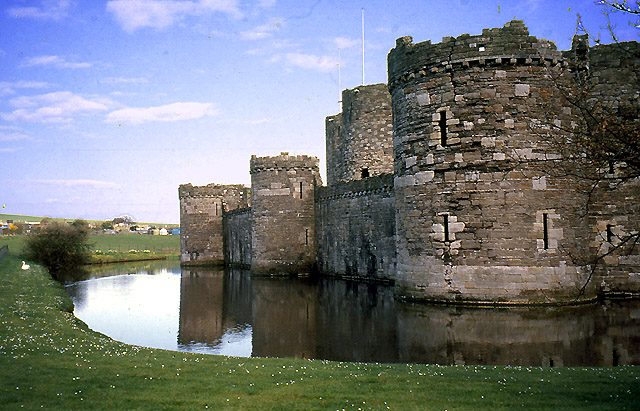
水堀を巡らした外郭の北西壁

1294年、マドッグ・アプ・サウェリン（マドッグ・アプ・ルウェリン）がイングランド支配への反抗を起こした。反乱は血にまみれ、犠牲者のなかには国王の側近であるアングルシーの保安官ロジャー・ド・プレスドンもいた。エドワードは冬以降、1295年3月に反乱を鎮圧したが、4月に一時アングルシーが再占領されると、直ちにその地域を固めるために、遅延した計画に着手し始めた。選定された場所はビューマリス (Beaumaris) と呼ばれ、その名前はノルマンフランス語の Beau Mareys に由来し、「美しい湿地」（英: ‘fair marsh’）の意であり、ラテン語で de Bello Marisco と称されていた。ここはスランフェスから約 1マイル (1.6 km) であったため、スランフェスのウェールズ住民を南西約 12マイル (19 km) 移動させる決定がなされたことから、そこにニューボロウという名前の入植地が創設された。地元ウェールズ人の強制移動は、強固な城により防御され、繁栄するイングランドの町の構築に向けての道を開いた。
城は町の一角に配置され、コンウィの町と同様の市街計画によるが、ビューマリスにおいてはいくつかの基礎が置かれたにもかかわらず、当初、町の防壁は建設されなかった。1295年の夏、ビューマリス城はマスター・ジェイムズの監督のもと着工された。ジェイムズは「ウェールズにおける王の仕業のマスター（親方）」に任命され、ジェイムズは責任を担ってエドワードの城の建造と設計に携わった。1295年には、ビューマリスがジェイムズの一義的責務となると、重ねて ‘magister operacionum de Bello Marisco’ （ビューマリスの造営長官）の称号が与えられた。その仕事は、中世の王室経費の継続的記録であるパイプ・ロールにかなり詳細に記録されており、そのため、ビューマリスの造営の初期段階は、その時代において比較的よく分かっている。

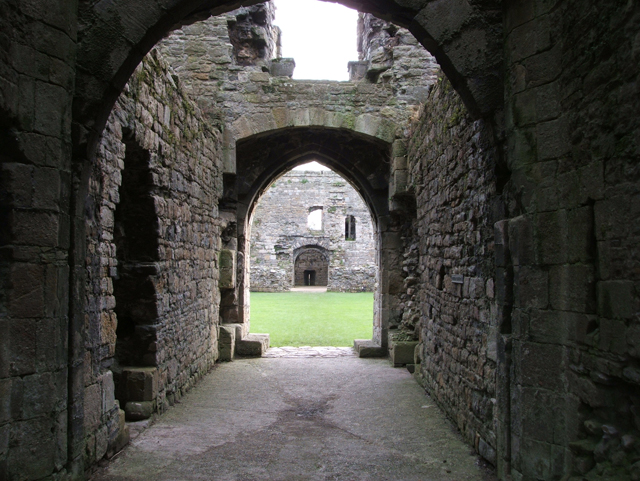
南側のゲートハウス（門塔）に通じる入口

最初の夏に大規模な作業がなされ、平均1800人の人夫、450人の石工、375人の石切りが現場にいた。これには週に約270ポンドが費やされ、事業は急速に滞り、担当官は労働者に通常の貨幣で支払う代わりに革の代用貨幣の発行を余儀なくされた。秋までには6000ポンドが消費されていた。城の中心部は冬にかけて労働者を収容する仮設の小屋で溢れていた。次の春、ジェイムズは雇い主にいくつかの問題およびそれに伴う多額の費用について説明した。

1週間でこれほど多額の資金がどこに行くのか不思議に思われるといけないので、貴殿に知ってもらいたい我われが必要なもの - それは切断と積重の両方で石工400人、加えて非熟練（一般）作業者2000人、荷車100台、ワゴン60台、それに石材や石炭紛 (sea coal) を運ぶボート30隻。採石夫200人。鍛冶屋30人。また根太（ねだ）や床板を施すほか必須の仕事をする大工が引き続き必要です。すべてこれには駐屯の……物資の調達はなにも計上していません。その中でかなりの割合が必要となるでしょう……男らの賃金は今もなお非常に延滞しており、彼らには生きる糧が何もないことから、我われは彼らを維持するのに最大の困難を抱えています。
建設は1296年のうちに遅延したが、債務は増え続け、そして次の年にはさらに作業が減り、1300年には完全に中断し、その時までに約1万1000ポンドが費やされていた。中断は主にスコットランドにおけるエドワードの新しい戦争によるものであり、それへの注力および財源が消費され始めたことで、城は部分的にしか完成しないまま放置された。その内壁や塔においては、あるべき高さのものはほんのわずかであり、北ならびに北西側は完全に外防備を欠いていた。
1306年、エドワードは北ウェールズへのスコットランドの侵攻が起こり得ることを危惧したが、未完の城はすでに修繕できないぐらいの状態に陥っていた。外側の防備を完成させる作業が再開され、初めにジェイムズの指揮のもと、その後、ジェイムズが1309年に亡くなると Master Nicolas de Derneford が引き継いだ。一方、エドワード1世は1307年7月にスコットランドへの進軍中に亡くなり、子のエドワード2世に引き継がれ、その後1327年1月に廃位すると、エドワード3世が14歳で即位したが、それを期にスコットランドが北イングランドに侵攻し、1328年にはエディンバラ＝ノーサンプトン条約が締結された。ビューマリス城の作業は、1330年を最後に中止され、城はまだ計画の高さには構築されないまま、事業の終了までに1万5000ポンドという莫大な額がその期間に費やされていた。1343年の王室調査では、城の完成には少なくともさらに684ポンド必要であろうとされたが、これが出資されることはなかった。

### 15-21世紀

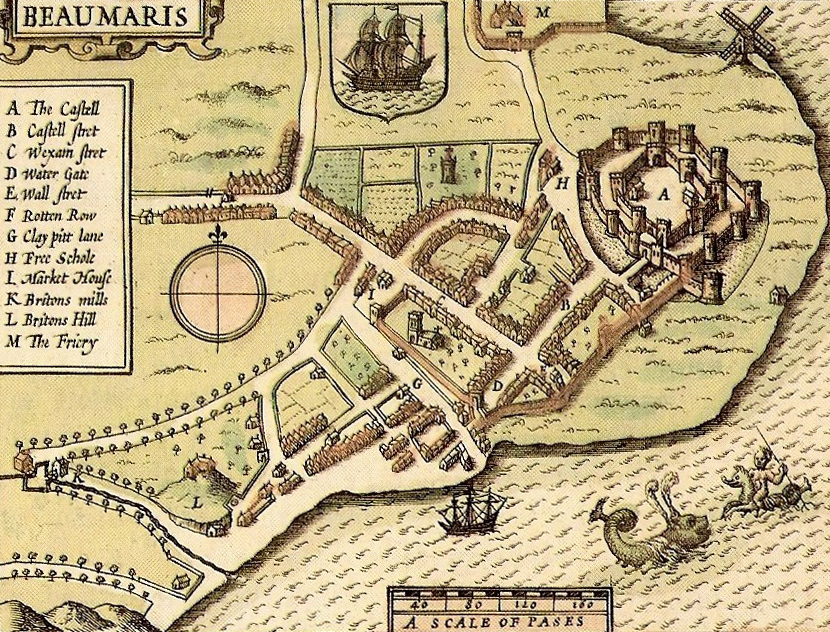
城と隣接する防壁の町を描いた1610年のジョン・スピードの地図

1400年、北ウェールズにおいてオワイン・グリンドゥールが率いるイングランド支配への反乱が勃発した。ビューマリス城は包囲され、1403年に反乱軍に攻略されるも、1405年には国王軍が奪還している。城は補修されずに荒廃するままとなり、1534年にローランド・ド・ベルヴィルがビューマリス城の城代 (constable) になった時には、ほとんどの部屋は水濡れしていた。1539年の報告によれば、そこはわずか8ないし10挺の小銃と40挺の弓 (bows) だけの備蓄により防御されていたと訴えており、城の新しい城代のリチャード・バークリー (Richard Bulkeley) は、予想されるスコットランドの攻撃に対する要塞の防御としては全く不十分であると結論づけている。状態は悪化し、1609年には、城は「完全崩壊」に分類された。
イングランド内戦は、1642年にチャールズ1世の王党派（騎士党）支持者と議会（円頂党）の支持者の間で勃発した。ビューマリス城は、アイルランドにある国王の拠点とイングランドの作戦本部間の経路の一部を支配し、戦いにおいて戦略的な位置にあった。数世紀にわたりその一家が城の管理に関わっているトマス・バークリーは、国王のためにビューマリスを支え、その防御の強化におよそ3000ポンドを費やしたともいわれる。しかし、1646年には議会派が国王軍を破り、6月14日に議会軍のマイトン少将に対して降伏し、城は王党派リチャード・バークリー大佐により明け渡された。アングルシーは、1648年に再び議会に対して反乱を起こし、一時ビューマリスは王党派勢力が再び占拠したが、その年の10月には2度目の降伏に至ることとなった。
戦いの後、多くの城が廃城 (Slighting) され、軍事的使用を経て放置されるままに損傷したが、議会はスコットランドからの王党派の侵入の脅威などを懸念し、ビューマリス城は容赦された。ジョン・ジョーンズ (John Jones) 大佐が城の総督となり、駐屯地が城内に年間費1703ポンドで設定された。その後チャールズ2世が1660年に王位に返り咲き、バークリー家を城の城代に復帰させた際、ビューマリスはその高価な鉛や残った資材を屋根などから剥ぎ取られたものと見られる。
第7代バークリー子爵トマス・バークリーは、1807年に王家から城を735ポンドで買い取り、地元の邸宅であるバロン・ヒルを囲む公園に組み入れた。それまでに北ウェールズの城は、ツタの絡まる遺構をロマンティックに捉えた画家や旅行者が訪れる興味深い場所となった。その近辺にあるほかの城跡ほど有名ではないが、この一連の城の1つとして構築されたビューマリスには、1832年に将来の女王ヴィクトリアが13歳の時にアイステズヴォッド祭に訪れており、1835年にはJ・M・W・ターナーにより描かれた。この城の石材のいくらかは、1829年に近くのビューマリス刑務所の建設のために再利用されたと考えられる。
1925年、リチャード・ウィリアムズ＝バークリー (Richard Williams-Bulkeley) は自由保有権を保持し、城を作業委員会 (Commissioners of Works) の管理のもとに置き、その後、大規模な修復計画を実施して、草木を取り除き、堀を掘り起こし、石造物を修理した。1950年に、城は当局により「ウェールズの優れたエドワード時代の中世の城の1つ」として、指定建造物1級 (Grade I) に指定された。最上等級の1級は「特に優れた、通常国家的に、重要な」建物として保護されている。
ビューマリスは1986年に国際連合教育科学文化機関（ユネスコ、UNESCO）の世界遺産に登録された「グウィネズのエドワード1世の城郭と市壁」の一部に認定され、「ヨーロッパにおける13世紀後半から14世紀初頭の軍事建築の最高の例」の1つとされている。21世紀現在、ビューマリス城は、ウェールズ議会政府の歴史的環境事業の機関であるカドゥ (Cadw) により観光名所のモニュメントとして管理されており、2007年会計年度（2007-2008年）にはビューマリスに7万5000人が訪れた。城は継続的な保全・修理が必要であり、その2002年会計年度（2002-2003年）の費用として、5万8000ポンド余りを要している。

## 構造

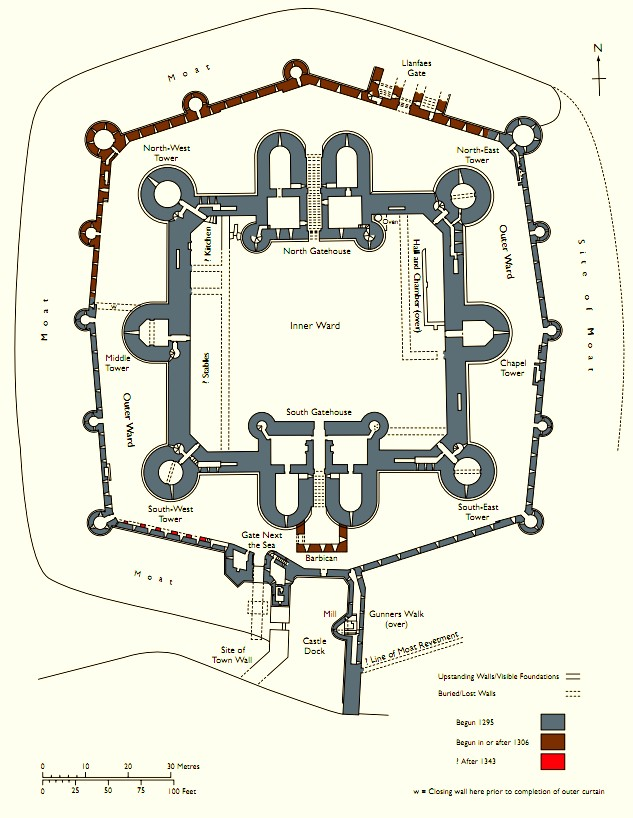
ビューマリス城の概要図

ビューマリス城は完全に構築されることはなかったが、完成すればおそらくハーレフ城にかなり似ていたと考えられる。どちらの城も同心円型（コンセントリック型）の設計であり、壁（外幕壁）の中に壁（内幕壁）があるが、ビューマリス城のほうはより形が整っている。歴史家アーノルド・テイラーは、ビューマリス城をイギリスの「対称的な同心円型の最高の例」としており、長年この城はエドワード1世の治世内における軍事工学の頂点と見なされた。この進展的解釈は、今日、歴史家の争点にもなり、ボーマリス城は、まさしく防御要塞であると同時に、王宮（王城）でありイングランドの権力の象徴でもあったとされる。そうしたことに関わらず、この城はユネスコより「特徴的な13世紀の二重幕壁構造と中心設計」を組み合わせた様式、ならびにその「比率と石積み」の優美さから「類のない芸術的功績」と賞賛されている。
ビューマリス城は、現地の海岸線を形成する氷成堆積物 (英: till) やその他堆積物上の海水面近くに建設され、城跡から 10マイル (16 km) 以内の地元アングルシーの石材で構築されており、例えばペンモンの石灰岩の採石場から、一部の石材が海岸沿いに船で運ばれた。石材は石灰岩、砂岩、結晶片岩（シスト）の混交であり、壁や塔にかなり無作為に使用されているが、結晶片岩の使用は1298年に建造作業が中断した後に中止され、結果として壁の低い層に限定された。

### 外郭

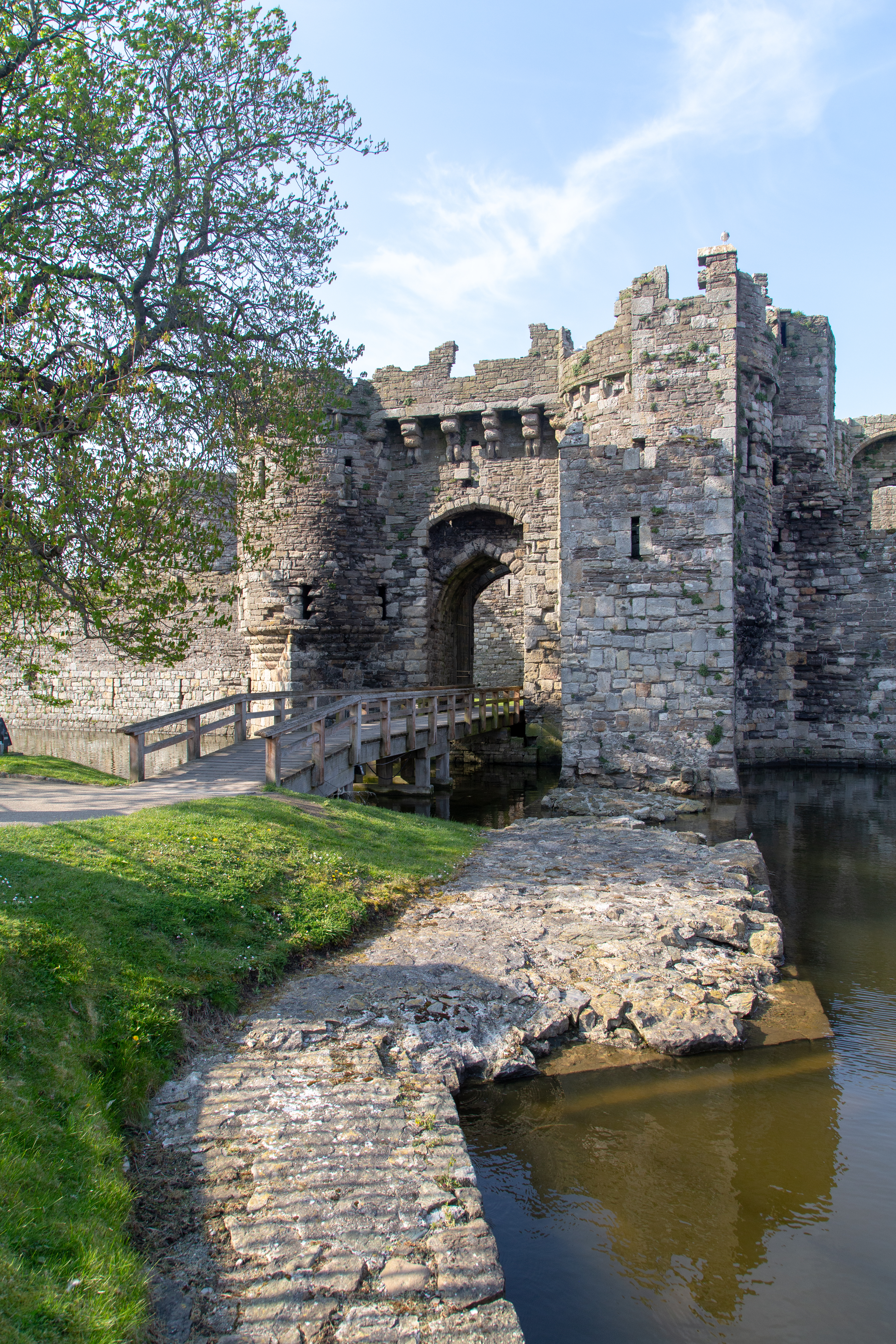
海に近い門
(Gate next the Sea)

城の設計は、内郭 (Inner Ward) と外郭 (Outer Ward)を形成し、次いで幅 5.5メートル (18 ft) の水堀 (Moat) に囲まれるが、今日は部分的に埋まる。城の表口は海に最も近い門で、城の潮汐によるドック (Dock) に隣接し、満潮時に海より直接補給することができた。ドックは、後にガナーズ・ウォーク (Gunners Walk) と名付けられた壁ならびに中世時代の攻城兵器のトレビュシェット（投石器）を納めたとされる発射台により防御されていた。海に近い門 (Gate next the Sea) は、跳ね橋、矢狭間、殺人孔で防備された外側のバービカン (Barbican) に入る外郭に通じていた。
外郭は、横幅およそ 60フィート (18 m) の領域を囲む12基のタレット（小塔）を備えた8面のカーテンウォール（幕壁）からなり、一方の出入口は海に近い門 (Gate next the Sea) の前に通じており、もう一方は、スランフェス門 (Llanfaes Gate) が城の北側に通じていた。防御には当初164か所の矢狭間など、約300か所に弓兵の射撃場所が備えられていたが、地上層の64か所の狭間は、後に攻め手に利用されるのを防ぐために、15世紀初頭もしくは内戦のうちに塞がれた。

### 内郭
四角形の内郭の壁は、外郭の壁よりもかなり堅固であり、高さ 36フィート (11 m)、厚さ 15.5フィート (4.7 m) （最大4.5m）で、四角の端にある4基の円塔と東西2基のD字形の塔および南北2か所の大きなゲートハウスとともに、0.3ヘクタール (0.74エーカー) の領域を囲んでいた。内郭は、城の収容設備やそのほか城での用向きに使う建物を確保することを意図し、城廊の西側と東側に沿って一連の建物が延びており、これらの建物のいくつかの暖炉の遺構は、いまだ石積みに見ることができる。これらの領域は実のところずっと建設されていたのか、あるいはそれらは建設された後、内戦後に取り壊されたのか定かではない。完成したとすれば、城は多分、2か所に有力な王室とその従者、例えば王と女王、もしくは王、女王と王子、ならびに自身の妻を受け入れることが可能であった。
内郭にあるD字型を有する北側ゲートハウスは、2階層の高さに、5つの大窓が2対あるように計画されたものの、そのうち1階だけしか実際には完成しなかった。おそらくその1階には約 70フィート (21 m) × 25フィート (7.6 m) にわたる大広間などがあり、暖房のために離れた暖炉が2か所に分かれてあった。南側ゲートハウスは、北側にあるものを模写するように計画されていたが、建築作業は1330年に最終段階となるかなり前から全く進んでいなかった。石積みの一部はおそらくその後ゲートハウスから取り去られ、その高さはさらにより低くなっている。
内郭の壁には、広い1階通路などがあり、それらはカーナーヴォン城とよく似ている。これらは城の構成員が塔の間を移動し、衛兵詰所、寝室、また城のトイレに行ける経路となることを目的としていた。トイレは堀からの水を使う専用の装置により排水されるよう設計されていたが、その系統は実際にはうまく機能しなかったようである。6基の塔は3階建て高さになるよう計画され、暖炉などがあった。城のチャペル（礼拝室）が１基の塔 (Chapel Tower) に組み込まれており、そこは城内一美しい部屋であったともいわれ、広範な守備隊ではなく王や王の家族に使われたものと考えられる。